# Prefettura di Ngari
La prefettura di Ngari o di Ali (in cinese: 阿里地区, pinyin: Ālǐ Dìqū; in tibetano: མངའ་རིས་ས་གནས་, Wylie: mnga' ris sa khul) è una prefettura della regione autonoma del Tibet, in Cina.

## Geografia antropica

### Suddivisioni amministrative
La prefettura è suddivisa in sette contee:
| Mappa | Mappa             | Mappa  | Mappa        | Mappa     | Mappa             | Mappa                    | Mappa            | Mappa          |
| ----- | ----------------- | ------ | ------------ | --------- | ----------------- | ------------------------ | ---------------- | -------------- |
|       |                   |        |              |           |                   |                          |                  |                |
| #     | Nome              | Hanzi  | Hanyu Pinyin | Tibetano  | Wylie             | Popolazione (stima 2003) | Superficie (km²) | Densità (/km²) |
| 1     | Contea di Gar     | 噶尔县 | Gá'ěr Xiàn   | སྒར་རྫོང་    | sgar rdzong       | 10000                    | 13179            | 1              |
| 2     | Contea di Burang  | 普兰县 | Pǔlán Xiàn   | སྤུ་ཧྲེང་རྫོང་  | spu hreng rdzong  | 10000                    | 24602            | 0              |
| 3     | Contea di Zanda   | 札达县 | Zhádá Xiàn   | རྩ་མདའ་རྫོང་ | rtsa mda' rdzong  | 10000                    | 18083            | 1              |
| 4     | Contea di Rutog   | 日土县 | Rìtǔ Xiàn    | རུ་ཐོག་རྫོང་  | ru thog rdzong    | 10000                    | 77096            | <1             |
| 5     | Contea di Gê'gyai | 革吉县 | Géjí Xiàn    | དགེ་རྒྱས་རྫོང་ | dge rgyas rdzong  | 10000                    | 46117            | <1             |
| 6     | Contea di Gêrzê   | 改则县 | Gǎizé Xiàn   | སྒེར་རྩེ་རྫོང་  | sger rtse rdzong  | 20000                    | 135025           | <1             |
| 7     | Contea di Coqên   | 措勤县 | Cuòqín Xiàn  | མཚོ་ཆེན་རྫོང་ | mtsho chen rdzong | 10000                    | 22980            | <1             |